# Historia de Olvera
No se conoce con certeza los inicios de la actual Olvera, aunque se han encontrado restos del neolítico y de los celtas. Ya en la época musulmana, la localidad era una importante ciudad de la frontera entre el Reino Cristiano y el Reino de Granada. Siendo reconquistada por Alfonso XI en 1327.

## Prehistoria y Edad Antigua

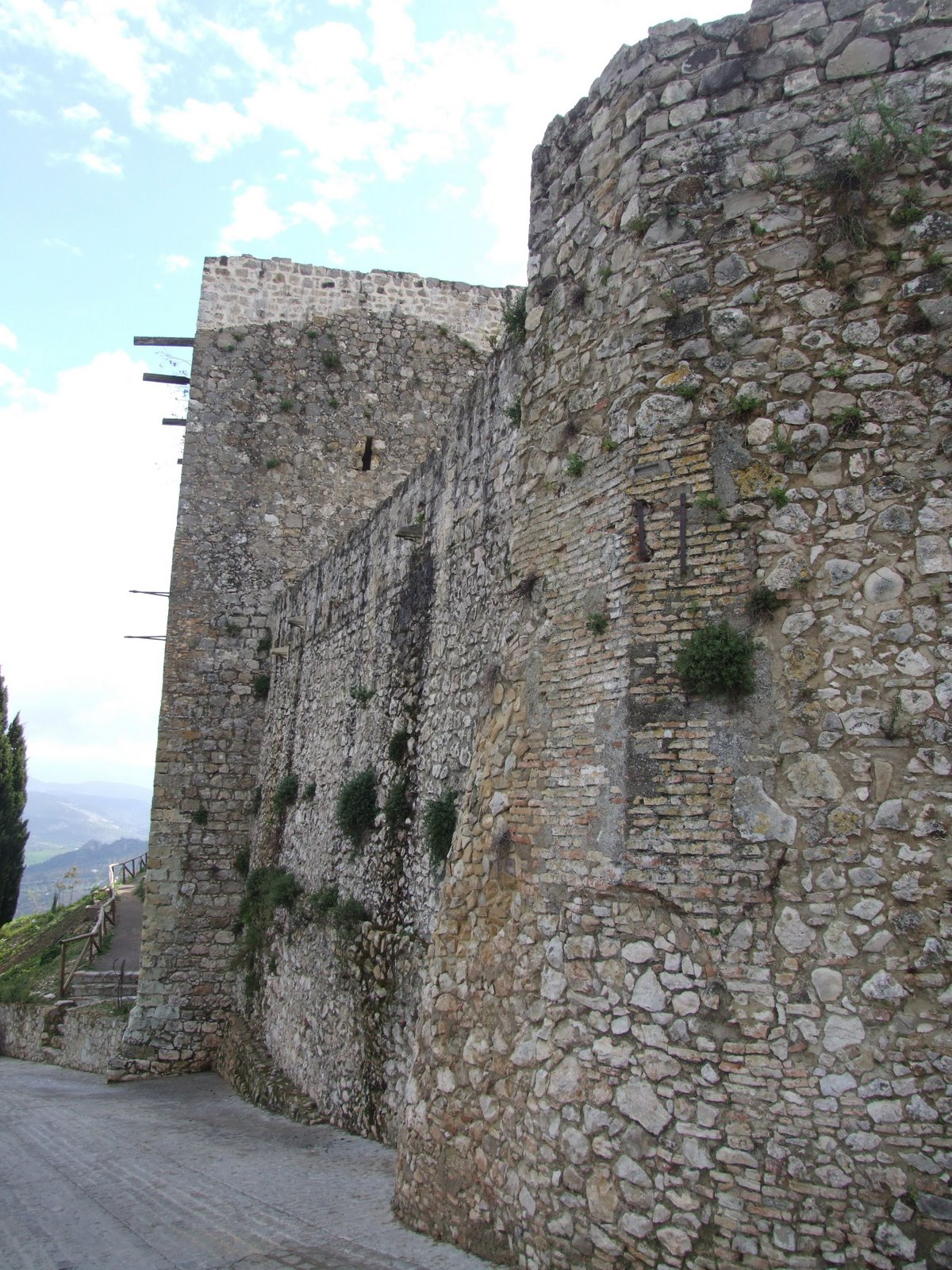
Restos de la muralla musulmana

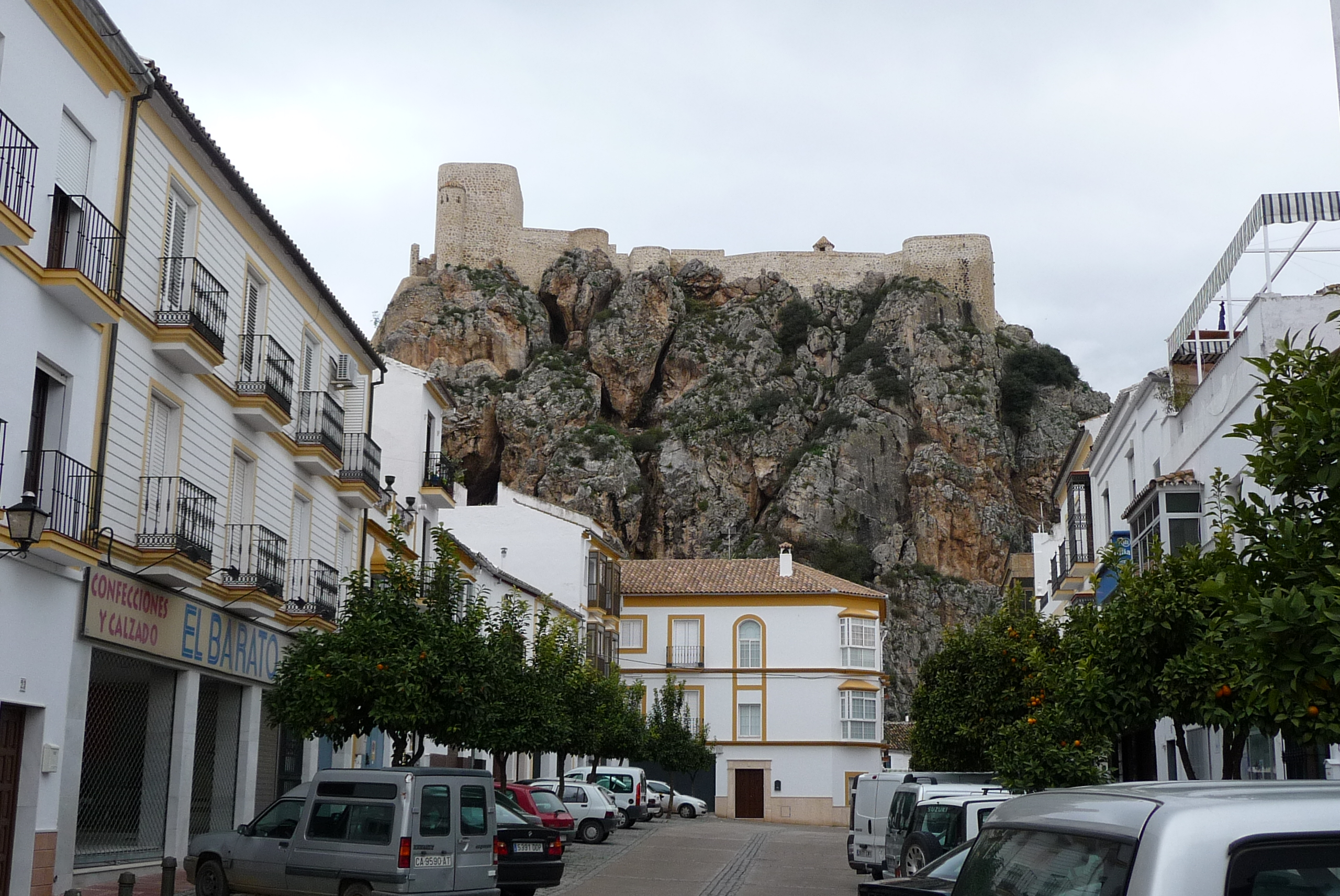
Castillo árabe.

Los orígenes de Olvera son inciertos. En su término municipal se han hallado restos del neolítoco como un dolmén en el cortijo de Corbones. También se han encontrado restos en excavaciones en la plaza de la Iglesia: cuencos, ollas, lascas, fragmentos de vasos, etc. En el mismo lugar han aparecido diversos restos de ceramíca del siglo III a. C., lo que hace indicar que el lugar podría haber sido habitado por los turdetanos.
Unos piensan que en las proximidades de la actual ciudad se encontraba un asentamiento denominado Caricus, en tiempo de los celtas. Nombre que recuerda al profesor Ramos Santana a la legendaria Cenosia, nombre originario de Olvera, que estaría asentada en las proximidades del actual núcleo, en el lugar llamado Vallehermoso, allá por la época de los Visigodos.
En las proximidades, concretamente en la Sierra de Lijar, se encontraron numerosos restos romanos en el verano de 1986. Entre los que destacaba la base de una estatua con la siguiente incrispción:

En honor del Emperador César Nerva Trajano, hijo del divino Nerva, óptimo, Augusto, Gérmanico, Dácico, Pártico, Pontífice Máximo, en su demimoctava potestad tribunaria, aclamado Emperador por décima vez, cónsul en seis ocasiones, y Padre de la Patria, la República de los Saeponenses erigió una estatua por decreto de los Decuriones.

El arqueólogo Lorenzo Perdigones redactó un informe donde se manifestaba la existencia de un asentamiento romano en el lugar,  datado, posiblemente, en los finales del siglo III d. C. También son romanos los cimientos del castillo de la ciudad, posiblemente debido a la gran vigilancia que se puede sacar desde la roca de sus alrededores. El nombre de este asentamiento se piensa que puede ser el de Ilipa, asentamiento que se ajusta geográficamente en un mapa de la España Romana, editado en 1879, entre Morón y Ronda. Pero lo cierto es que nombres como Hippa o Hippo Nova también suenan como posibles nombres del asentamiento, nombres  mencionados por Plinio el Viejo en su Naturalis Historia.

## Edad Media

### Época musulmana
A principios del siglo VIII,  los musulmanes se aprovechan de las luchas internas de los visigodos para invadir la península.  En una fase temprana de la ocupación, los bereberes se extienden por la sierra gaditana, ocupando los antiguos núcleos de la zona. Es posible que la localidad se convirtiera en la “calcena” que describe Al-Himyari, una importante ciudad, cabecera de la Cora de shidunna (Sidonia) con una gran mezquita de seis naves edificada por Abd Al-Rahmán III. Calcena jugó un importante papel en las guerra de Omar ibn Hafsún, rebelde contra el poder central cordobés.
El término de Olvera vivió de primera mano las sucesivas invasiones norteafricanas. Diversos restos encontrados demuestran que sobre los siglos XII y XIII andaban por Olvera los almohades.
Cuando los musulmanes se reagrupan en el Reino Nazarí de Granada, Olvera queda situada en la frontera, por lo que se refuerza las fortificaciones.

### Renconquista

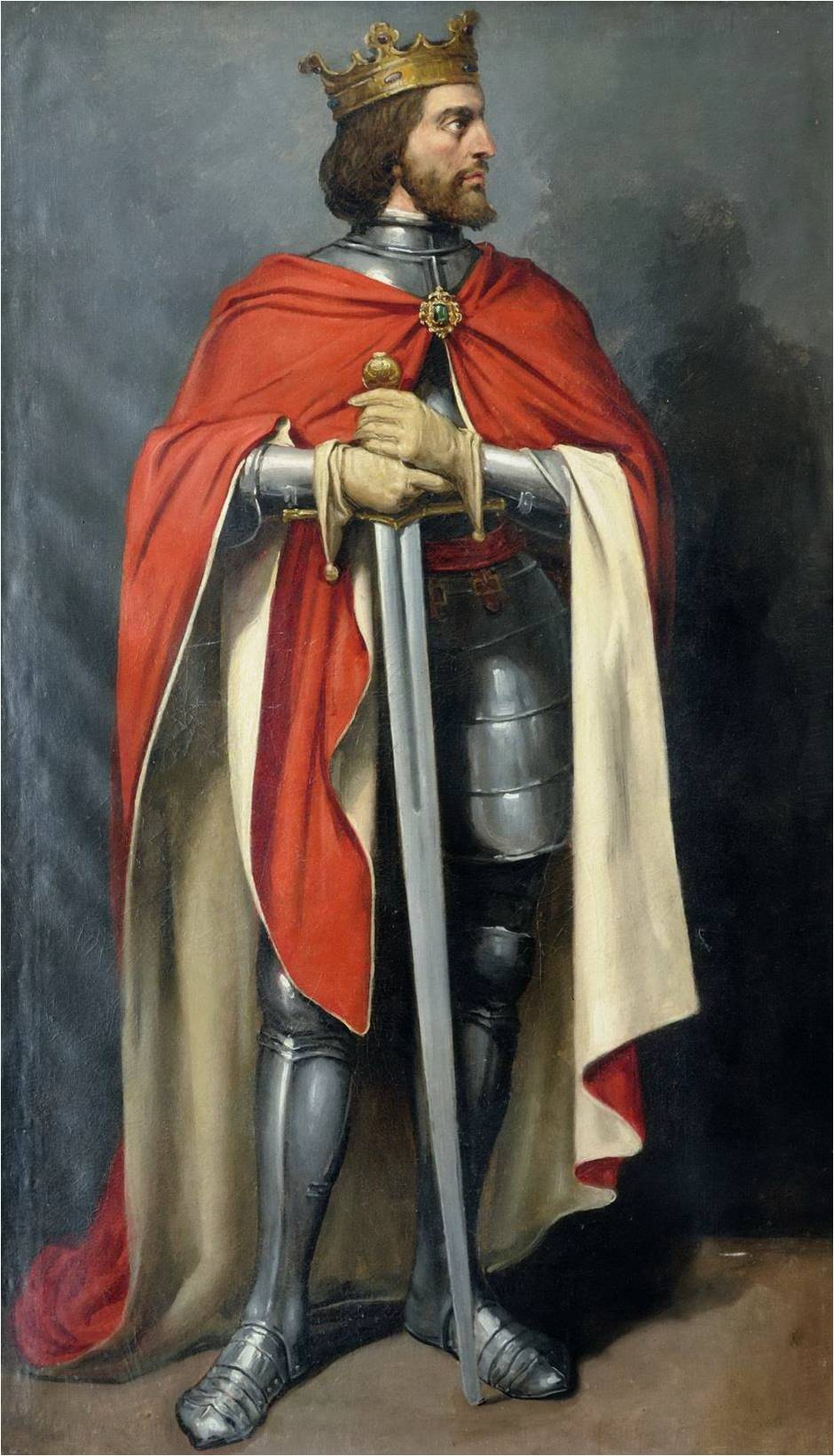
Alfonso XI conquista Olvera en el año 1327.

Olvera se situaba en la frontera entre el reino de Castilla y el reino de Granada, por eso era frecuente que los cristianos intentaran conquistarla. Uno de los intentos más importantes es el llevado a cabo por Don Juan Manuel, suegro de Alfonso XI en el verano de 1326, pero al ver lo estratégicamente situado que estaba y las murallas, desiste de su intento.
La conquista cristiana se planifica en Sevilla, lugar hacía donde se traslada el rey Alfonso XI en marzo de 1327.  La conquista de Olvera no era un hecho aislado militar, formaba parte de la estrategia de conquistar el estrecho de Gibraltar, zona de vital importancia tanto para el reino de Castilla, como para el de Granada. 
El rey celebra Cabildo para asesorarse del lugar por donde debería empezar su lucha y de lo que allí sucedió nos da cuenta la Crónica:

Et desque el rey llegó a Sevilla, vinieron a él todos los ricos homes et caballeros de la frontera… Ovo un Consejo a quel parte ir a  tierra de los moros do podiese facer algún servicio a Dios el ensalzamiento de la corona de los reynos… et los reynado de Sevilla decían que era bien en comenzar la conquista por aquella comarca do el rey estaba. Et fincó el Consejo… et acordaron luego fuesen cercar a Olvera, una villa muy fuerte que teníam los moros. Et salió el rey de Sevilla, con todos su hueste.

El ejército real parte de Sevilla el 15 de julio de 1327, junto al monarca iban numerosos nobles entre los que se encontraban Juan Alonso Pérez de Guzmán y Osorio, Rui González de Manzanedo, Alonso Jofre Tenorio, Fernán Pérez Ponce de León, Rui Gutiérrez Tello...
Enterados los musulmanes de Olvera, comenzaron a evacuar niños, mujeres y ancianos hacia Ronda, Alfonso XI decide capturarlos, enviando para ello a un número elevado de tropas con el pendón de Sevilla. 
El asedio dura varios días pero no toda la tropa participa. Otra parte se dedica a saquear los pueblos cercanos. La guarnición de Olvera no puede resistir el definitivo asedio cristiano que se apoya en "máquinas e ingenios bélicos" que atemorizan a los moros nazaríes, decidiendo rendir la ciudad a finales del mes de julio. Tras las negociaciones que siguen a la rendición, Ibrahim-ibn-Utmán consigue que se respete la integridad de la guarnición mora de Olvera y que cada uno de sus habitantes conserve sus viviendas y bienes.

### Época Cristiana
Ocupada la villa, la mayoría de musulmanes la abandonan. La aldea se repuebla a través de una “Carta puebla” emitida el 1 de agosto de dicho año, con la cual se le quitaban las penas a todos aquellos criminales y presos por permanecer un año y un día en la villa. De ahí el refrán: "Mata al hombre y vete a Olvera". Esta manera de repoblamiento fue aplicada por primera vez en Olvera y se extiende posteriormente por toda la frontera.
A esta nueva adquisición del Reino de Castilla se le denomina Olivera, nombre dado por el mar de olivos que rodean su entorno. Con el tiempo, la “i” se ha perdido fonéticamente dando lugar al actual nombre. El primer alcaide cristiano de Olvera fue Rui González de Manzanero.
Tres casas señoriales tuvieron el dominio de Olvera. Tras los continuos ataques musulmanes, la villa pasa a formar parte de los Pérez de Guzmám siendo primer señor de Olvera Álvar Pérez de Guzmán en 1330, luego continuarán la zaga Álvar Pérez de Guzmán II, Alfonso Pérez de Guzmán y Álvar Pérez de Guzmán III. En 1395 Alvar Pérez de Guzmán III concierta el matrimonio de su hija Isabel Pérez de Guzmán con el hijo de los Stúñiga, Pedro González de Stúñiga, prometiendo como dote la villa de Olvera. En el año 1407 el señorío de Olvera pasará a formar parte de las posesiones de los Stúñiga. En 1453, tras la muerte de Pedro González de Stúñiga, se hace cargo del señorío de OLvera su hijo Álvaro de Stúniga y posteriormente su hermano Diego de Stúñiga.

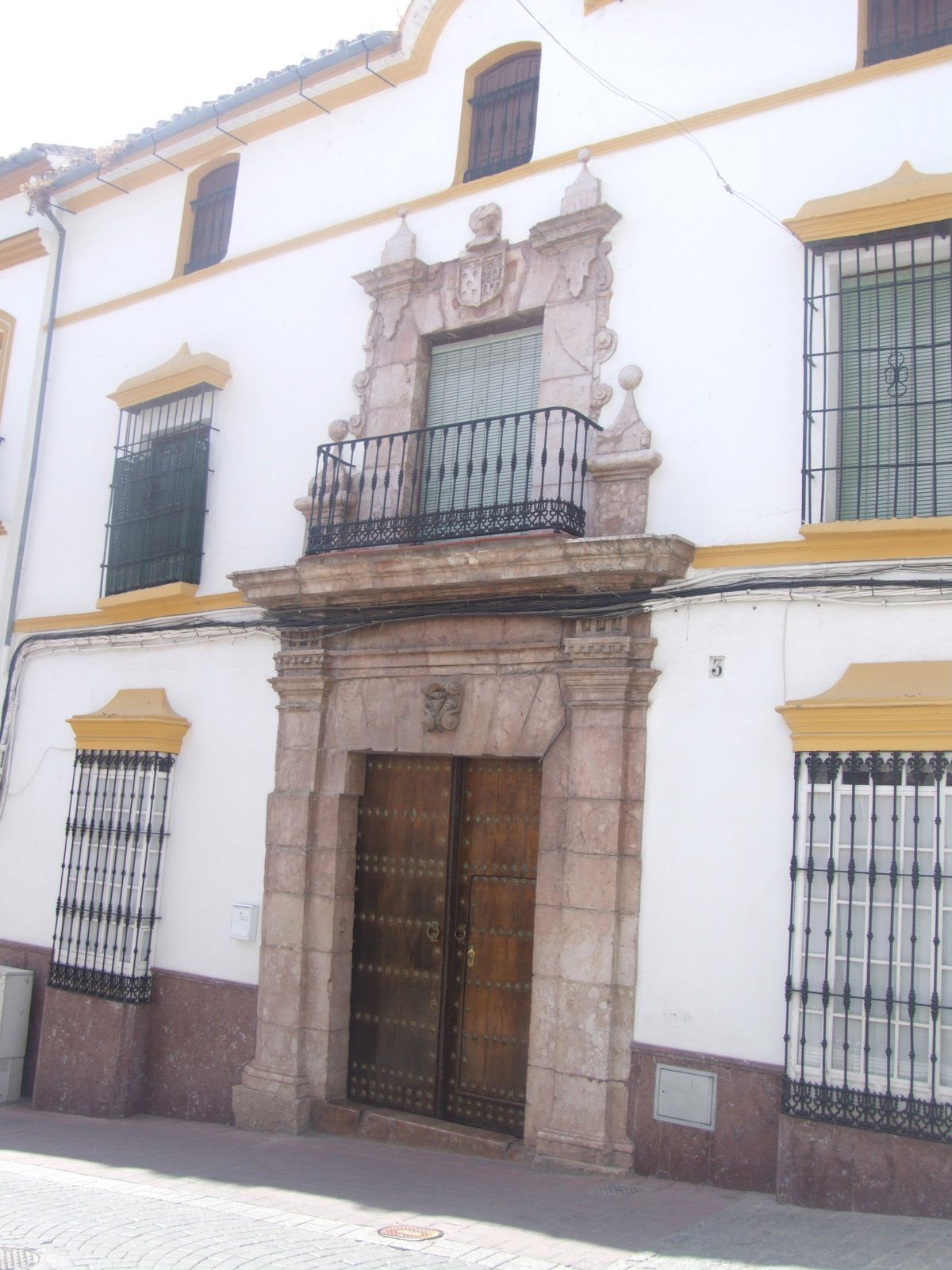
Residencia veraniega de los Duques de Osuna

En 1460 es vendida a los Téllez Girón, Pedro Girón compra por 1.700.000 maravedíes la villa de Olvera a Diego de Stuñiga. Con la compra, Pedro Girón adquiere además el derecho a percibir los maravedíes anuales que entrega el rey para mantener los lugares de la frontera, así como el diezmo eclesiástico. Pedro Girón muere en 1466, haciéndose cargo de la villa su hijo Alfonso Téllez Girón, este morirá prematuramente tres años después, pasando el Señorío de Olvera a su hermano Juan Téllez Girón.
En los años 1481 y 1482, los musulmanes intentan recuperar Olvera en varias ocasiones. En 1485 siendo ya cristiana Ronda, los Reyes Católicos adelantan la frontera y suspenden el pago que realizaban a los mantenedores de las ciudades fronterizas, con ello Olvera pierde importancia estratégica.

## Edad Moderna
Normalizada la situación de Olvera, a partir de 1485, los olvereños dan muestra de su capacidad de iniciativa. Uno de ellos fue Nicolás de Ribera "el viejo", nacido en Olvera en 1487. Intervino en importantes acontecimientos de la conquista del Perú. En 1535 fue nombrado primer alcalde de Lima. Otro fue Hernando de Luque qué formó parte junto a Diego de Almagro y Francisco Pizarro en la conquistá de Perú. Fue nombrado maestrescuela de la catedral y provisor de la diócesis de Santa María la Antigua del Darién.
En los inicios del siglo XVI se levantó a 2 km de Olvera, en el lugar llamado "los pinos", una pequeña ermita en cuyo altar se colocó de la imagen de la Virgen de los Remedios
En 1562, Pedro Téllez-Girón y de la Cueva  se convertirá en Duque de Osuna, que serán los señores de la villa hasta el año 1843, año en el que quiebra la familia, y en el que el título de señor de Olvera queda vacante hasta que en el 8 de agosto de 1974, el Jefe del Estado en funciones (debido a una hospitalización del General Francisco Franco), el entonces Príncipe de España, Juan Carlos de Borbón, se rehabilita al general Vicente Fernández Bascarán en el citado título tras demostrarse su parentesto con el último Señor de Olvera. En el año 1976, el ahora Jefe del Estado, Juan Carlos I, convalida una serie de títulos nobiliarios otorgados durante el franquismo, entre ellos se encuentra el Señorío de Olvera, al cual se le otorga Grandeza de España.
En 1710, siendo corregidor Don Juan Francisco de Carvajal y Delgado, acordó el cabildo solicitar a Felipe V la concesión de una feria para el día de San Agustín, porque el rey había prometido mercedes y privilegios a las villas que ayudasen a sus tropas, y Olvera había aportado ocho caballos. El rey otorgó la merced pedida, y en 1715 la nueva feria se extendería a los días 28, 29 y 30 de agosto. Ese mismo año, la localidad padecía una grave sequía. El pueblo acudió entonces a la ermita de los Remedios, llevando la Virgen en procesión al pueblo para pedirle por la lluvia. Los días que la Virgen estuvo en el municipio, llovió. Dese ese día, cada año en acción de gracias se celebra el Lunes de Quasimodo.

## Edad Contemporánea

### sigloXIX

#### Guerra de la Independencia
El siglo XIX comienza con la invasión francesa de España, la zona de Olvera queda dentro del territorio asignado al 4 ejército francés. Los franceses establecen una importante guarnición en Ronda, desde donde se desplazan destacamentos hasta Morón, Zahara y Olvera. 
En dos ocasiones invaden los franceses Olvera. La primera fue el 20 de marzo de 1810 siendo meramente de paso, ya que el destacamento francés se dirigía hacia Ronda desde Sevilla, pasando aquella la noche en Olvera. Jean Michel Rocca, soldado suzio al servicio de Napoleón, dejó escritas unas memorias de la reducida estancia en Olvera.
La segunda invasión tiene lugar el 5 de abril de 1810 durando más de dos años. Durante ese período los franceses cometen numerosas tropelías en el municipio, entre las que destacan asaltos a las iglesias, deterioros en las murallas y el castillo, daños en la casa consistorial y quema del archivo municipal, etc. Además de innumerables perdidas humanas por parte de ambos bandos.
En la Sierra gaditana y malagueña, lo escarpado del terreno favorece la aparición de partidas de guerrilleros que traerán a mal vivir a los franceses. Muchos guerrillos participan en las guerrillas, como el franciscano capuchino Antonio Porras (Fray Miguel de Olvera) fusilado en 1811 o el destacado guerrillero Tomás de Anoria. Bastante mal parado, el ejército francés se retira de la serranía en 1812.
En 1833, con la reforma administrativa, organizando el país en provincias, Olvera es segregada de Sevilla y desde 1834 Olvera queda encuadrada en la provincia de Cádiz.

#### Revolución de 1868

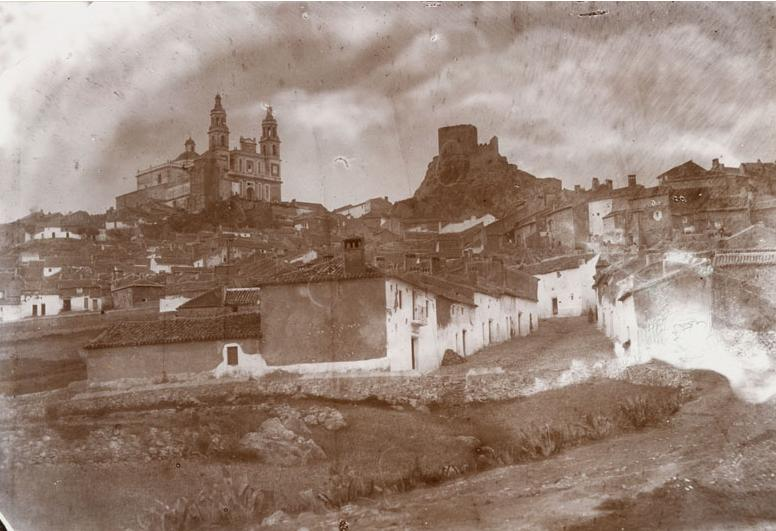
Olvera en el año 1878

En 1868 comienza en Cádiz la revolución conocida como La Gloriosa, la localidad la recibe con alborozo. Las corporaciones municipales se convierten en Juntas Revolucionarias, pero estas juntas estaban formadas por las mismas personas que gobernaban los pueblos. En el caso de Olvera, el alcalde Francisco Villalba pasó a ser Presidente de la Junta Revolucionaria. Francisco Villalba se opone a que el pueblo sea el que elija a su máxima autoridad, pero los ciudadanos se revelan y por la votación de 1310 vecinos, pasa a ser nuevo presidente de la junta, José Bocanegra Sabina. Solo una semana duró, ya que el ministro de la gobernación destituye al nuevo ayuntamiento y repone de sus cargos a los anteriores.
Tras un breve paso por la república, en 1877 el rey Alfonso XII concede a la villa “Título de Ciudad”, en agradecimiento a ciertos caballos que le presta el pueblo de Olvera para una de las guerras carlistas.
La comunicación con el exterior de la ciudad es el principal factor de cambio. El 20 de agosto de 1892 comienza a funcionar la primera estación telegráfica.

### sigloXX
En la primera mitad del siglo XX se construirán las primeras carreteras que llegan a Olvera. En 1904 la carretera que conectaba a Olvera con Pruna, Morón de la Frontera y Sevilla. En 1905 la carretera hacia Algodonales y en 1908 la que conectaba la localidad con Ronda.
En 1904, el municipio recibe por primera vez "fluido eléctrico para el alumbrado público" a través de la Fábrica de luz. El agua potable llega en 1914 e inicialmente sólo abastecía a las fuentes públicas.

#### Dictadura de Primo de Rivera (1923-1930)
Los años de la Dictadura de Primo de Rivera suponen un respiro económico para los olvereños que se benefician de varias obras públicas entre las que destacan el Monumento al Sagrado Corazón y los trabajos del ferrocarril Jerez-Almargen que recorría de este a oeste su término municipal. El proyecto no llega a terminarse. Hoy día se ha convertido el trazado en la vía verde de la sierra.

#### Segunda República
Con la República cobra auge el movimiento obrero. Antonio Rosado se instala en Olvera y junto a José Romero trazarán las primeras líneas para una federación comarcal de sindicatos unidos a la CNT, alcanzando una importancia en el pueblo.
Sin embargo, los socialistas eran mayoría en Olvera, con organizaciones como la "Sociedad de Obreros Agrícolas "El Triunfo"" y el "Sindicato Agrícola "El Progreso""

#### Guerra civil (1936-1939) y dictadura franquista(1939-1976)
Con la rebelión militar producida en julio de 1936 la corporación no duda en proclamar cual es su sitio:

"En vista de las actuales circunstancias gravísimas que atraviesa la República Española, este ayuntamiento fiel siempre al régimen republicano, se constituye en este acto en sesión extraordinaria, dispuesto en todo momento a defenderla."

El ayuntamiento ordena incautar todas las radios del municipio para que no se pudiera escuchar la propaganda de los rebeldes. Sin embargo, la localidad es ocupada por una tropa de regulares y falangistas procedente de Jerez de la Frontera el 28 de julio de 1936. 
Durante los años de la posguerra la ciudad vive una profunda crisis que provoca la emigración de muchos olvereños al norte de España y a países como Holanda, Francia, Suiza y Alemania.

#### Democracía
La instauración de la democracia y la promulgación de la Constitución española de 1978 se convierte en el punto de partida de una nueva etapa en toda la nación. Las elecciones celebradas con posterioridad son ganadas en Olvera por el PSOE con 9 concejales, seguido de UCD con 6 y de PCE con 2. El alcalde socialista, Antonio Sánchez Trujillo se convierte en el primer alcalde de la democracia. De su mano, el consistorio comienza un importantre proceso de modernización y adaptación de las infraestructuras a los nuevos tiempos.
La historia más reciente del Olvera nos lleva a la declaración de Conjunto Histórico-Artístico en 1983.